# Chnusik
Chnusik – wieś w Armenii, w prowincji Aragacotn. W 2011 roku liczyła 3 mieszkańców.